# خاله سرای پنجاه ونه
خاله سرای پنجاه ونه، روستایی از توابع بخش اسالم شهرستان طوالش در استان گیلان ایران است.

## جمعیت
این روستا در دهستان خاله‌سرا قرار دارد و براساس سرشماری مرکز آمار ایران در سال ۱۳۸۵، جمعیت آن ۴۰۰۸ نفر (۱۰۱۰خانوار) بوده‌است.
زبان مردم این روستا زبان تالشی است .